# Diecezja łucka
Diecezja łucka (łac. Dioecesis Luceoriensis, ukr. Луцька дієцезія) – diecezja rzymskokatolicka na Ukrainie. Wchodzi w skład metropolii lwowskiej.

## Historia
- 1225 – pierwsze misje oo. dominikanów w Łucku
- 1375 – powstanie arcybiskupstwa halickiego i przyznanie kościołowi we Włodzimierzu praw katedralnych
- 15 czerwca 1390 – król Jagiełło ufundował dla dominikanów kościół i klasztor pw. Wniebowzięcia Najświętszej Maryi Panny w Łucku, uposażając go wsią Horodnica koło Dubna
- ok. 1404 – z inicjatywy wielkiego księcia litewskiego Witolda zostaje erygowana diecezja łucka
- 3 lutego 1418 – list wielkiego księcia litewskiego Witold do papieża Marcina V, w którym skarży się na ingerencję arcybiskupa metropolity lwowskiego Jana Rzeszowskiego w sprawy diecezji włodzimierskiej na Wołyniu.
- 19 grudnia 1425 – połączenie diecezji łuckiej i włodzimierskiej
- 1427 – przeniesienie stolicy diecezji do Łucka; wybudowanie w Łucku drewnianej katedry pw. Trójcy Świętej
- 1440 – prawosławny książę Fedor (Teodor) Ostrogski funduje katolicki kościół w Ostrogu
- 1459 – poddanie biskupstwa łuckiego pod zwierzchnictwo metropolii lwowskiej (do XVI wieku)
- 1539 – rozpoczęcie budowy murowanej katedry pw. Trójcy Świętej
- 1596 – Unia brzeska, powstanie Kościoła greckokatolickiego
- 1604 – założenie Kolegium Jezuitów w Łucku
- 1639 – konsekracja kościoła pw. św. Apostołów Piotra i Pawła w Łucku (późniejszej katedry)
- 11 stycznia 1690 – mianowanie przez papieża Aleksandra VIII Stefana Antoniego Mdzewskiego biskupem tytularnym Calama i biskupem pomocniczym diecezji łuckiej
- 1712 – założenie przez bp Aleksandra Benedykta Wyhowskiego seminarium duchownego w Łucku
- 1749 – koronacja cudownego obrazu Matki Bożej w kościele Dominikanów w Łucku
- 28 czerwca 1757 – w Brodowie k. Ostroga urodził się Jan Paweł Woronicz, absolwent i wykładowca szkoły jezuitów w Ostrogu, poeta, kaznodzieja; od 1816 r. bp krakowski; abp warszawski i prymas Królestwa Polskiego (1828–1829)
- 1773 – koronacja cudownego obrazu Matki Bożej Poczajowskiej
- 1778 – koronacja cudownego obrazu Matki Bożej Latyczowskiej
- 15 sierpnia 1779 – bp Franciszek Komornicki koronował papieskimi koronami cudowny obraz Matki Bożej w Międzyrzeczu Ostrogskim
- 5 września 1781 – pożar katedry łuckiej
- 1787 – ks. bp Feliks Paweł Turski podnosi pojezuicki kościół pw. św. Apostołów Piotra i Pawła w Łucku do rangi katedry
- 1795 – zniesienie diecezji łuckiej przez carycę Katarzynę II
- 1798 – połączenie diecezji łuckiej z diecezją żytomierską; utworzona przez papieża Piusa VI diecezja łucko-żytomierska podlegała metropolii mohylowskiej
- 1866 – zniesienie diecezji kamienieckiej przez cara Aleksandra II
- 1867 – przekazanie biskupom łucko-żytomierskim przez Stolicę Apostolską administracji nad diecezją kamieniecką
- 1918–1921 – wskrzeszenie diecezji kamienieckiej i ponowna jej utrata
- 28 października 1925 – diecezja łucka ponownie odrębną diecezją – bullą „Vixdum Poloniae” papież Pius XI ustalił nowy podział diecezji w Polsce – diecezja łucka została odłączona od żytomierskiej i poddana metropolii lwowskiej, jej nowym ordynariuszem został ks. bp Adolf Piotr Szelążek
- 1927 – synod diecezji łuckiej (pierwszy po 200 latach) – ustalone zostało prawo partykularne i program pracy duszpasterskiej dla Wołynia
- 14 grudnia 1927 – papież Pius XI ustanowił św. Teresę od Dzieciątka Jezus patronką diecezji łuckiej
- 1929 – sprowadzenie do Rożyszcz cudownego obrazu Pana Jezusa Miłosiernego z Tarnorudy
- 1930 – sprowadzenie z Warszawy do Lubomla cudownego obrazu Matki Bożej Latyczowskiej
- 1931 – otwarcie Papieskiego Seminarium Wschodniego w Dubnie (zob. Neounia na Wołyniu)
- 1933 – otwarcie instytutu dla przeszkolenia przystępujących do jedności z Kościołem katolickim duchownych prawosławnych (w ramach neounii)
- 1936 – utworzenie przez bpa Adolfa P. Szelążka Zgromadzenia Sióstr Św. Teresy od Dzieciątka Jezus (Terezjanki)
- 1943 – Masowe mordy ludności polskiej na Wołyniu, zginęło kilkadziesiąt tysięcy ludzi, w tym 17 księży (80% parafii zostało zniszczonych)
- 1944–1947 – przymusowe wysiedlenia Polaków z Wołynia za Bug – kolejna fala represji w stosunku do Kościoła rzymskokatolickiego

II wojna światowa przyniosła diecezji łuckiej ogromne straty. Na 260 księży sprawujących posługę na początku wojny, w latach 1939–1945 zginęło 55, w tym 18 w wyniku represji sowieckich, 17 w wyniku zbrodni niemieckich; także 17 księży i zakonników zabili nacjonaliści ukraińscy; trzej księża zginęli z innych przyczyn. Drugie tyle księży było poszkodowanych w inny sposób. 23 sierpnia 1945 roku w sprawozdaniu przeznaczonym dla Stolicy Apostolskiej kanclerz kurii ks. Jan Szych stwierdził, że „w diecezji łuckiej nie ma katolików”. Jako powody podał zbrodnie sowieckie, niemieckie i nacjonalistów ukraińskich, deportacje do ZSRR, wywózki na roboty do Niemiec oraz przymusowe wysiedlenia ludności polskiej.
- 3 stycznia 1945 – uwięzienie przez NKWD bpa Adolfa P. Szelążka
- 15 maja 1946 – zwolnienie z więzienia w Kijowie bp. Adolfa P. Szelążka i deportacja do Polski
- 9 lutego 1950 – na wygnaniu w Polsce (Zamek Bierzgłowski koło Torunia[2]) zmarł bp Adolf Piotr Szelążek, ostatni przedwojenny ordynariusz łucki
- 1958–1959–1962 – zamknięcie ostatnich czynnych kościołów w Równem, Ostrogu i Korcu
- 3 grudnia 1974 – w Karagandzie zmarł Sługa Boży ks. Władysław Bukowiński, w latach 1939–1945 proboszcz katedry łuckiej
- 17 września 1977 – we Lwowie umiera Sługa Boży o. Serafin Kaszuba OFM Cap., duszpasterz na Wołyniu w latach 1940–1958
- 15 grudnia 1980 – otwarcie Muzeum Ateizmu w katedrze łuckiej
- 12 listopada 1989 – ks. Antoni Andruszczyszyn odprawia pierwszą mszę św. w kościele pw. Wniebowzięcia Najświętszej Maryi Panny w Ostrogu
- 23 września 1990 – pierwsza msza św. w kaplicy w katedrze łuckiej obok czynnej jeszcze ekspozycji Muzeum Ateizmu
- 16 stycznia 1991 – wznowienie działalności metropolii lwowskiej – metropolitą został ks. prof. abp Marian Jaworski; diecezja łucka wchodzi w skład archidiecezji lwowskiej
- 31 marca 1991 – poświęcenie katedry w Łucku przez ks. bp. Rafała Kiernickiego OFM Conv.
- 24 grudnia 1992 – uroczystości ekumeniczne w katedrze łuckiej z udziałem kapłanów obrządku greckokatolickiego i z Kościoła prawosławnego
- 18 maja 1996 – papież Jan Paweł II odnawia diecezję łucką – administratorem apostolskim diecezji został mianowany metropolita lwowski ks. prof. abp Marian Jaworski
- 25 marca 1998 – Marcjan Trofimiak mianowany pierwszym ordynariuszem po wznowieniu diecezji
- 16 maja 1998 – bp Marcjan Trofimiak odbył ingres do katedry łuckiej
- 14 września 1998 – bp Marcjan Trofimiak konsekrował kościół pw. Podwyższenia Krzyża Świętego w Torczynie, wybudowany w latach 1995–1998
- 18 sierpnia 2002 – papież Jan Paweł II beatyfikuje dwóch wielkich synów ziemi wołyńskiej, abpa Zygmunta Szczęsnego Felińskiego i ks. Jana Beyzyma
- 24 czerwca 2005 – bp Marcjan Trofimiak konsekruje nowo zbudowany kościół parafialny w Kamieniu Koszyrskim.
- 8 października 2005 – bp Marcjan Trofimiak konsekruje nowo zbudowany kościół parafialny pw. św. Tomasza Apostoła w Tomaszgrodzie
- 13 września 2008 – bp Marcjan Trofimiak konsekruje nowo budowany kościół w Dybyszczu; świątynia zostaje wzniesiona pod kierunkiem ks. Romana Burnika
- 18 października 2008 – bp Marcjan Trofimiak konsekruje nowo budowany kościół pw. Najświętszego Serca Jezusa w Kostopolu; świątynia zostaje wzniesiona pod kierunkiem ks. kan. Władysława Czajki.
- 24 lipca 2012 – papież Benedykt XVI przyjął rezygnację bpa Marcjana Trofimiaka z funkcji biskupa łuckiego

## Kościół katedralny
- - Kościół pw. św. Apostoła Piotra i Pawła w Łucku, to dawna świątynia oo. jezuitów
  - 5 września 1781 – Pożar katedry łuckiej
  - 1927–1932 – proboszczem katedry łuckiej był ks. kan. Gustaw Jełowicki
  - W czasie II wojny światowej proboszczem katedry był błogosławiony ks. Władysław Bukowiński
  - 15 grudnia 1980 – Otwarcie Muzeum Ateizmu w katedrze łuckiej
  - 31 marca 1991 – Poświęcenie katedry w Łucku przez ks. bp. Rafała Kiernickiego OFM Conv.
  - Obecnie proboszczem świątyni katedralnej jest ks. Paweł Chomiak.

## Zabytkowe kościoły

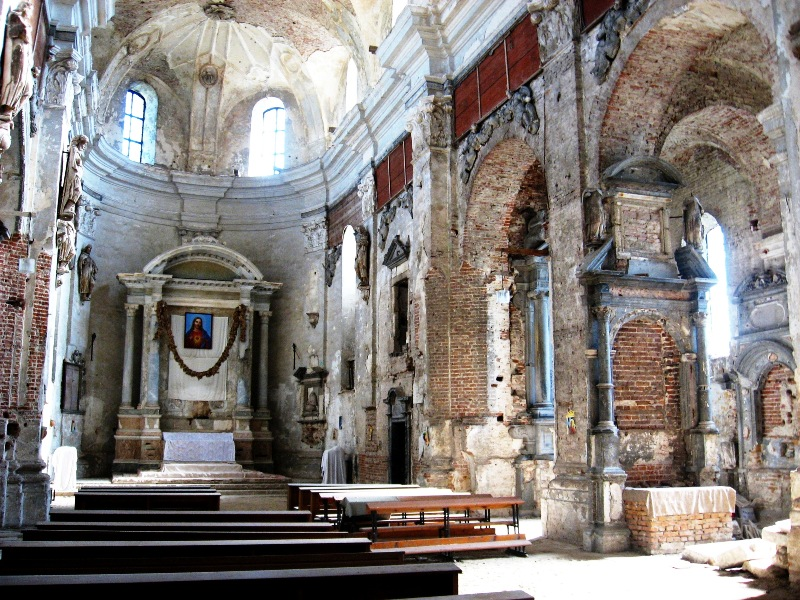
Nawa główna kolegiaty w Ołyce

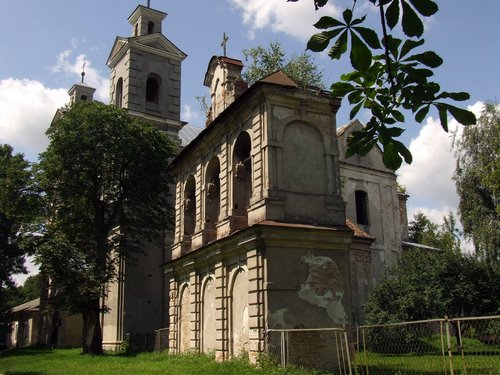
Kościół i dzwonnica w Beresteczku

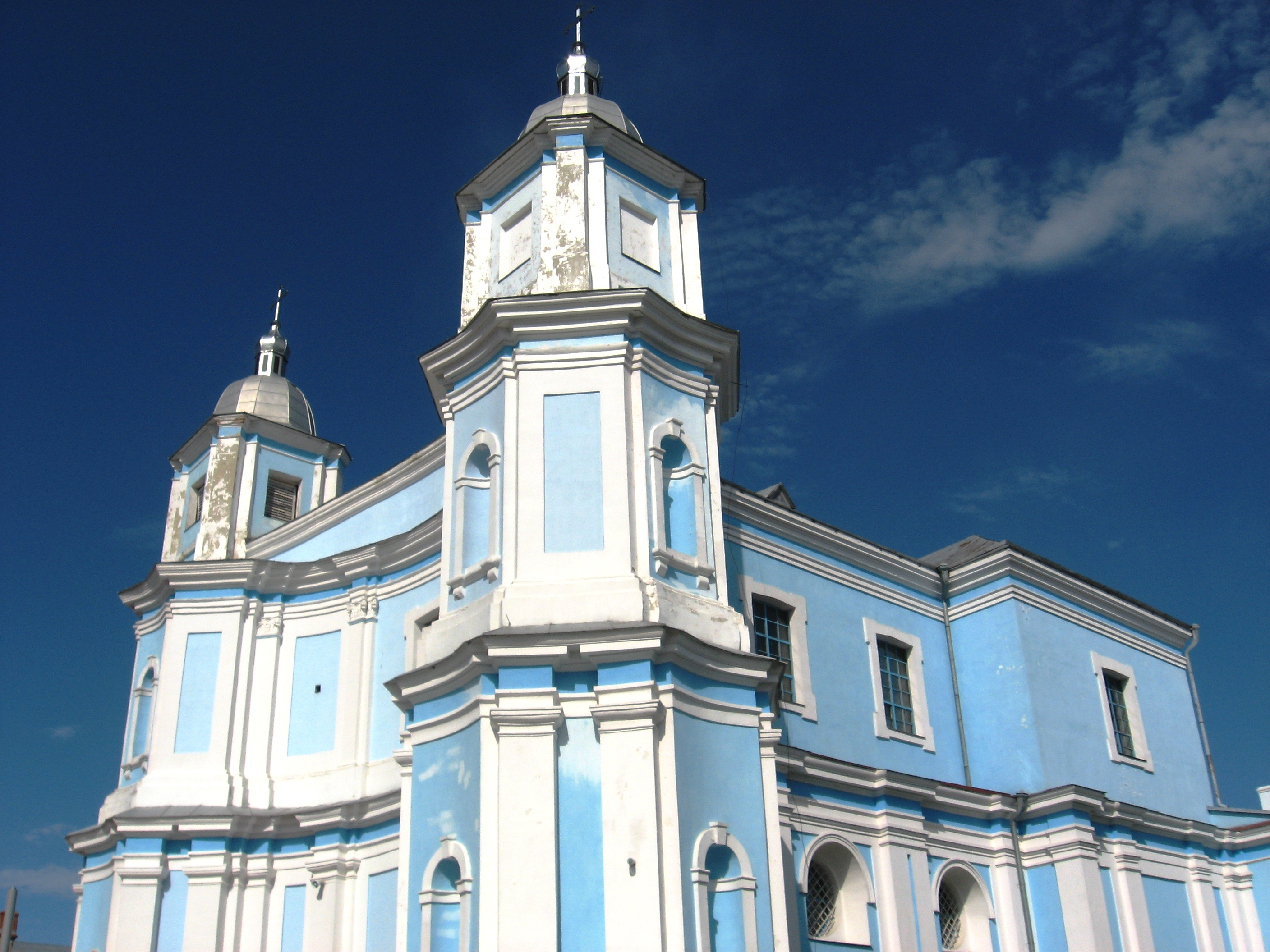
Były kościół oo. jezuitów we Włodzimierzu

- - Beresteczko (Берестечко), Ruiny kościoła pw. Świętej Trójcy, 1711-1733
  - Dąbrowica (Дубровиця) Kościół pw. św. Jana Chrzciciela, 1740
  - Dubno (Дубно), Kościół pw. Niepokalanego Poczęcia NMP, 1629 (obecnie prawosławna cerkiew)
  - Dubno (Дубно), Kościół pw. św. Jana Nepomucena 1817-1832
  - Hołoby (Голоби), Kościół pw. św. Michała Archanioła, 1711-1728
  - Kisielin (Кисилин), ruiny kościoła i klasztoru karmelitów, 1720
  - Klewań (Клевань), Kościół pw. Zwiastowania Najświętszej Maryi Panny, 1630
  - Korzec (Корець), Kościół pw. Wniebowzięcia Najświętszej Maryi Panny i św. Antoniego, 1706
  - Kowel (Ковель), Kościół pw. Wniebowzięcia Najświętszej Maryi Panny, 1771
  - Lubieszów (Любешів), Kościół pw. św. św. Cyryla i Metodego, 1768
  - Luboml (Любомль), Kościół pw. Św. Trójcy, 1412
  - Łuck (Луцьк), Kościół i klasztor bernardynów, 1752-1792 (obecnie prawosławna katedra Św. Trójcy)
  - Łuck (Луцьк), Kościół katedralny pw. Świętych Apostołów Piotra i Pawła, 1616-1637
  - Maciejów (Луків), ruiny kościoła pw. św. św. Stanisława i Anny, 1596
  - Międzyrzec Korecki (Великі Межирічі), Ruiny kościoła pw. św. Antoniego Padewskiego, 1725
  - Mokwin (Моквин), ruiny kościoła pw. Podwyższenia Krzyża Świętego, 1750
  - Niewirków (Невірків), Ruiny kościoła pw. Św. Trójcy, 1807
  - Ołyka (Олика), Kolegiata pw. Świętej Trójcy, 1635-1640
  - Ołyka (Олика), Kościół pw. Świętych Apostołów Piotra i Pawła, 1460
  - Ostróg (Острог), Kościół pw. Wniebowzięcia Najświętszej Maryi Panny, 1582
  - Ostróg (Острог), Pokapucyński kościół pw. Św. Trójcy, 1769 (obecnie prawosławna cerkiew akademicka)
  - Radziechów (Радехів), Kościół pw. Św. Michała, 1701 (obecnie prawosławna cerkiew)
  - Równe (Рівне), Kościół pw. Narodzenia Najświętszej Maryi Panny i św. Antoniego, 1899 (obecnie sala koncertowa)
  - Stary Czartorysk (Старий Чарторийськ), Kościół podominikański, 1741-1753 (obecnie prawosławny klasztor)
  - Szpanów (Шпанів), Ruiny kościoła pw. Świętych Apostołów Piotra i Pawła, 1726
  - Tajkury (Тайкури), Ruiny kościoła pw. św. Wawrzyńca, 1710
  - Włodzimierz (Володимир), Kościół pw. Rozesłania Apostołów, 1755-1766 (obecnie katedra prawosławna)
  - Włodzimierz (Володимир), Kościół pw. św. św. Joachima i Anny, 1752
  - Zaturce (Затурці), Kościół pw. Świętej Trójcy, 1642

## Dane statystyczne
Do roku 1939 w rzymskokatolickiej diecezji łuckiej było czynnych ponad 300 świątyń, w 2009 było ich zaledwie około 30, z których wszystkie obecnie wymagają kompleksowych remontów. Pozostałe 40 świątyń z tej diecezji, które przetrwały do dziś, zostało odebranych katolikom i są obecnie użytkowane przez różne inne wyznania lub w sposób niezgodny z ich przeznaczeniem, bądź pozostają w ruinie.
Obszar diecezji zamieszkuje obecnie ok. 2,2 mln ludzi, z czego rzymscy katolicy stanowią 1,4%, tj. 30.000 wiernych. Na terenie diecezji znajduje się 36 parafii, w których łącznie pracuje 22 księży – dane z 2005 roku.
Jurysdykcja diecezji łuckiej obejmuje struktury Kościoła rzymskokatolickiego w obwodach rówieńskim i wołyńskim

## Dekanaty
Obecnie diecezja łucka dzieli się na dwa dekanaty:

### Łuck
- Łuck
- Beresteczko
- Cumań
- Dubyszcze
- Kamień Koszyrski
- Kiwerce
- Kowel
- Lubieszów
- Luboml
- Maniewicze
- Rożyszcze
- Torczyn
- Uściług
- Włodzimierz
- Zaturce

### Równe
- Równe
- Dąbrowica
- Dubno
- Klesów
- Klewań
- Korzec
- Kostopol
- Kupiela
- Ostróg
- Rokitno
- Sarny
- Tomaszgród
- Warasz
- Zdołbunów

### Dekanaty historyczne
W chwili wybuchu II wojny światowej diecezja łucka dzieliła się na dekanaty:
- Beresteczko
- Dubieński
- Horochowski
- Kamień Koszyrski
- Kołkowski
- Korzecki
- Kostopolski
- Kowelski
- Krzemieniecki
- Lubomelski
- Łucki
- Ostrogski
- Rówieński
- Sarneński
- Włodzimierecki
- Włodzimierz

## Biskupi

### Biskupi ordynariusze
- Piotr (1358 – ok. 1370), biskup włodzimierski
- Hynek (Hynko) Zając z Hasenburga (1371–1373), biskup włodzimierski
- Izydor (1375–1380), biskup włodzimierski
- Rugan (1380–1400)
- Mikołaj (po 1388 ok. 1390–1400), biskup włodzimierski
- Grzegorz z Buczkowa (1400 – ok. 1424), biskup włodzimierski
- Świętosław (1404–1409)
- Andrzej Spławski (1425–przed 1459), przeniósł siedzibę diecezji włodzimierskiej do Łucka
- Wacław Raczkowicz (1459–1460/1462)
- Jan Łosowicz (1463–1468)
- Marcin Krzeczowicz (1468–?)
- Stanisław Stawski (1483 – ok. 1488)
- Jan Andruszewicz Pudełko (1493–1499)
- Wojciech Radziwiłł (1500–1507)
- Paweł Algimunt Holszański (1507–1535)
- Jerzy Chwalczewski (1535–1547)
- Walerian Protasewicz (1547–1555)
- Jan Andruszewicz (1563–1567)
- Wiktoryn Wierzbicki (1567–1588)
- Bernard Maciejowski (1590–1600)
- Stanisław Gomoliński (1600–1604)
- Marcin Szyszkowski (1604–1607)
- Paweł Wołłowicz (1607–1608)
- Paweł Wołucki (1608–1616)
- Henryk Firlej (1616–1618)
- Andrzej Lipski (1618–1622)
- Stanisław Łubieński (1624–1627)
- Achacy Grochowski (1627–1633)
- Bogusław Radoszewski (1633–1638)
- Andrzej Gembicki (1638–1654)
- Jan Chryzostom Zamoyski (1654–1655)
- Jan Stefan Wydżga (1655–1659)
- Mikołaj Jan Prażmowski (1659–1666)
- Tomasz Leżeński (1667–1675)
- Stanisław Kazimierz Dąmbski (1675–1680)
- Stanisław Jan Witwicki (1680–1688)
- Bogusław Leszczyński (1688–1691)
- Franciszek Michał Prażmowski (1691–1701)
- Aleksander Benedykt Wyhowski (1703–1714)
- Joachim Przebendowski (1714–1721)
- Stefan Bogusław Rupniewski (1721–1731)
- Jan Aleksander Lipski (1731–1736)
- Andrzej Stanisław Załuski (1736–1739)
- Franciszek Antoni Kobielski (1739–1755)
- Antoni Erazm Wołłowicz (1755–1769)
- Feliks Paweł Turski (1769–1790)
- Adam Tadeusz Naruszewicz (1790–1796)
- Kacper Kazimierz Cieciszowski (1798–1827)
- Michał Piwnicki (1827–1845)
- Kacper Borowski (1848–1871)
- Szymon Marcin Kozłowski (1883–1898)
- Cyryl Lubowidzki (1897–1898)
- Bolesław Hieronim Kłopotowski (1899–1901)
- Karol Antoni Niedziałkowski (1901–1911)
- Ignacy Dubowski (1916–1925)
- Adolf Szelążek (1926–1950)
- Marcjan Trofimiak (1998–2012)
- Witalij Skomarowski (od 2014)

### Biskupi pomocniczy
- Marcin Szyszkowski (1603–1604) koadiutor
- Stanisław Udrzycki (1617–1621)
- Franciszek Zajerski (1622–1632)
- Stanisław Łoza (1634–1639)
- Mikołaj Krasicki (1639–1649)
- Stanisław Czuryło (1659–1661)
- Jan Karol Czolański (1662–1664)
- Kazimierz Zwierz (1664–1682)
- Stanisław Biedliński (1683–1689)
- Stefan Antoni Mdzewski (1690–1699)
- Adam Franciszek Rostkowski (1700–1738)
- Hieronim Antoni Szeptycki (1739–1759)
- Ludwik Ignacy Riaucour (1749–1777)
- Franciszek Kobielski (1760–1773)
- Franciszek Komornicki (1774–1780) rezyd. w Ostrogu nad Horyniem
- Jan Szyjkowski (1775–1798) rezyd. w Brześciu
- Jan Chryzostom Kaczkowski (1781–1789)
- Adam Kłokocki (1795–1798) rezyd. w Brześciu
- Andrzej Chołoniewski (1804 – ?)
- Jan Kanty Podhorodeński (1804–1832)
- Hieronim Strojnowski (1804–1814) koadiutor
- Maciej Paweł Możdżeniewski (1815–1819)
- Michał Piwnicki (1826–1831) koadiutor
- Ludwik Bartłomiej Brynk (1872–1874)
- Cyryl Lubowidzki (1884–1897)
- Bolesław Hieronim Kłopotowski (1897–1899)
- Antoni Karaś (1906–1910)
- Longin Żarnowiecki (1910–1915)
- Michał Godlewski (1916–1926)
- Stefan Walczykiewicz (1928–1940)

### Administratorzy apostolscy
- Stanisław Szyrokoradiuk (2012–2014)

## Święci i Słudzy Boży związani z diecezją łucką
- Błogosławiony Jan Beyzym
- Błogosławiony Mikołaj Czarnecki
- Święty Zygmunt Szczęsny Feliński
- Błogosławiony ks. Władysław Bukowiński
- Sługa Boży o. Serafin Kaszuba
- Sługa Boży bp Adolf Szelążek
- Sługa Boży o. Ludwik Wrodarczyk

## Sanktuaria
- Sanktuarium Bożego Miłosierdzia-Kiwerce
- Chełmska Ikona Matki Bożej
- Matka Boża Berdyczowska
- Matka Boża Latyczowska
- Obraz Matki Boskiej Klewańskiej
- Obraz Matki Boskiej Swojczowskiej